# Giovanni Maria Bertini
Giovanni Maria Bertini (Barcelona, 2 de noviembre de 1900 - Turín, 23 de enero de 1995) fue un hispanista italiano, nacido en España.
Nacido en Barcelona, allí hizo sus estudios primarios en una escuela de Maristas. Ido a Italia, se hizo sacerdote y estudió Filosofía y Letras en la Universidad de Turín, de la que posteriormente será profesor de lengua y literatura hispánicas, así como de otras universidades del norte del país. En 1923 se doctoró con una tesis sobre el arcipreste de Hita. 
En 1964 fundó en Turín la Asociación para las Relaciones Culturales con España y América Latina y la revista Quaderni Ibero-Americani, que dirigió. Se especializó en literatura medieval y del siglo de oro, pero también publicó estudios sobre literatura catalana, en especial sobre Raimundo Lulio: La poesia di Raimondo Lull (1934) y Testimonianze di spiritualità italiana in Catalogna (1942), donde estudia el influjo en Cataluña de la mística y ascética italianas. Fue miembro de la Real Academia de Buenas Letras de Barcelona y es autor también de Studi e ricerche ispaniche (1942), Profito estetico di Sam Giovanni della Croce (1944), Fiore di Romanze Spagnole (1946), Poesie spagnole del 600 (1946), Testi Spagnoli del secolo XV (1950), Studi (1973) y Ensayos (1980), entre otras obras.